# Старосілля (Луцький район)
Старосі́лля (Новосельце, Старе Село) — село в Україні, у Луцькому районі Волинської області. Входить до складу Колківської селищної громади. Розташоване за 50 км на північ від районного та обласного центру. Центральна садиба СВК «Мрія». Розташоване над річкою Стир та його притокою Рудкою.

## Назва
Назва утворена від словосполучення Старе село. За легендою, колись на місці села Старосілля було розміщене село Новосельце (достовірних даних про існування його поки що не виявлено). Внаслідок великої пожежі, що трапилась в селі близько 200 років тому (польські дослідники вказують конкретний рік пожежі —1850) село практично згоріло. Люди перебралися на околиці згарища в землянки, але з часом почали повертатись на місця старих поселень, тобто в старе село. Так і закріпилась назва новоствореного села — Старе село, яке з часом змінило свою назву на Старосілля.

## Історія
На піскових надмах над річкою Стиром знайдено багато кераміки з часів неоліту і бронзової доби. На полях, на березі Стиру кругле городище під назвою «Курган Татарська Гора» та кургани, так звані «Кляпині могили». На сьогоднішній день частково досліджені стоянка мезолітичної доби в урочищі Острівки, поселення тшинецько — комарівської культури (піщана дюна) та давньоруське селище 11 століття в урочищі Острівки.
Достовірно відомо, що в 1789 році село з назвою Старосілля вже існувало. Воно є в переліку маєтностей князя Олицького за цей рік. П'ять сімей із села Старосілля за цим описом сплачували князю податок в розмірі 26 мун. Сплачували податок тільки тяглові селяни, тобто ті, які мали в господарстві коней або волів.
За описом 1798 року село належало до приватної дачі № 90. Загальна чисельність населення становила 599 чоловік, які проживали в 103 домах. За цим же описом в селі існувала дерев'яна церква в ім'я папи римського Климента (Климентівська церква).
На кінець 19 століття в селі було 196 домів, де проживало 1070 жителів. Існувала Свято-Климентівська дерев'яна православна церква, побудована в 1885 році руками прихожан. При церкві була дерев'яна дзвіниця. До церкви було приписане село Розничі. В кінці 19 століття церкву відвідувало 1378 прихожан: 680 чоловіків та 698 жінок. Церква мала своєї власної землі 58 десятин. За О.Цинкаловським в селі з середини 19 століття існувала церковнопарафіяльна школа. В той же час, достовірно відомо, що в 1887 році в селі було відкрито однокласне народне училище.
В 1863 році навколишні землі та село були передані у власність землевласника Антонія Кожуховського. В цьому ж році відносини селян та власника були врегульовані орендою на землю.
До 1939 року село перебувало під владою Польщі. Під час першої світової війни село дуже постраждало. За переписом польської влади від 1919 року в селі потребували відбудови 123 будинки, 139 хлівів (стодол) та 139 оборогів. Загальна площа землі в громади на 1919 рік становила 1564 га, з них 992 га — орна земля, 375 га — луки та 140 га необроблюваної (невжиткової) землі.
Станом на 1938 рік в селі проживало 1743 жителі. З них 1730 українців, 11 поляків та 2 євреї. Серед них 1730 православних християн та 11 римо — католиків. У власності громади перебувало 2400,86 га землі. Існувало 572 селянські господарства, які за розміром земельних наділів розподілялись наступним чином: 22 господарства мали в користуванні земельні ділянки до 1 га, 150 господарств — до 3 га, 300 господарств — до 5 га, 100 господарств мали земельні ділянки від 5 до 10 га. На цей час в селі діяло дві єврейські крамниці.
В 1928 році в селі була заснована пожежна охоронна служба, яка нараховувала 15 чоловік.
В 1929 році дерев'яна церква згоріла від блискавки. Руками парафіян в 1930 році розпочато будівництво кам'яної Свято-Успенської церкви, яке було закінчено в 1933 році. Церква діюча і понині.
До 9 червня 2017 року — центр Старосільської сільської ради,
12 червня 2020 року, відповідно до розпорядження Кабінету Міністрів України № 708-р «Про визначення адміністративних центрів та затвердження територій територіальних громад Волинської області», село увійшло у склад Колківської селищної громади.
19 липня 2020 року, в результаті адміністративно-територіальної реформи та ліквідації  Маневицького району, село увійшло до складу новоутвореного Луцького району.

## Населення
Згідно з переписом УРСР 1989 року чисельність наявного населення села становила 1510 осіб, з яких 716 чоловіків та 794 жінки.
За переписом населення України 2001 року в селі мешкало 1557 осіб.

### Мова
Розподіл населення за рідною мовою за даними перепису 2001 року:
| Мова       | Відсоток |
| ---------- | -------- |
| українська | 99,61 %  |
| російська  | 0,39 %   |

## Історія розвитку освіти та школи в селі Старосілля
Історія розвитку шкільної освіти в селі Старосілля бере свій початок з кінця 19 століття, коли на виконання розпорядження міністерства освіти Російської імперії «Об умножении народних училищ в Луцком уезде» від 1870 року та після побудови Климентівської дерев'яної церкви, в селі було, орієнтовно, в 1887 році, відкрито однокласне народне училище. Воно діяло, з невеликими перервами, аж до першої світової війни.(За О.Цинкаловським в селі з середині 19 століття уже існувала церковнопарафіяльна школа, але документально це не підтверджено. О.Цинкаловський «Стара Волинь. Волинське Полісся»).
Навчання в однокласному народному училищі було організоване на підставі спеціально укладених програм і визначеними народними учителями, які, згідно з пунктом 3 закону Російської імперії «О введении общего образования» від 03 травня 1908 року отримували «оклад жалования» не нижче 360 рублів. Крім учителя при кожному народному училищі був законоучитель (як правило, священик), який вів Закон божий. Законовчителю згідно з вищеназваним п.3 закону від 1908 року встановлювався оклад не нижче 60 рублів в рік на кожні 100 дітей шкільного віку на території приходу. Згідно з п. 6 закону від 03.05.1908 року в усіх народних училищах Російської імперії було встановлено безоплатне навчання, тобто, «ни с кого из учеников не взымать плату за обучение» («Обязательства, принятием которых Министерство Народного просвещения обуславливает отпуск пособий на введение всеобщего обучения», затверджені 26 листопада 1911 року). Потрібно сказати, що для організації та діяльності народних училищ був встановлений, так званий, шкільний комплект, який нараховував 50 учнів при одному учителю. І такий шкільний комплект фінансувався коштами в розмірі 390 рублів на рік. Додатково, на обладнання нововідкритого народного училища меблями та підручниками, виділялося ще 200 рублів на кожен шкільний комплект.
Під час війни, в ході боїв, школа була спалена, навчання, фактично, не проводилося. «Аналіз шкіл шкільного інспекторату Луцького повіту» по Колківській гміні від 10 березня 1924 року, пункт 4 говорить про те, що немає шкіл в таких села Колківської гміни: Старосілля, Копилля, Куликовичі, Комарово та Рудники, бо згоріли під час воєнних дій.
Але навчання, хоч і не зовсім систематичне, було відновлено в селі в 1922 році польською владою. Для навчання дітей було наймано половину господарської хати. Навчання проводилось польською мовою. Викладалися такі предмети як польська мова, «руська» (тобто українська) мова, арифметика («рахунки»), співи (в основному псалми), Закон Божий.
Сільська громада села Старосілля, турбуючись про організацію навчання сільських дітей та про створення відповідних умов, в 1925 році ставить питання про побудову в селі чотирьох класної школи. 19 вересня 1925 року на сільських зборах, на яких були присутні повноважні представники сільської громади в кількості 67 чоловік, під головуванням солтиса Івана Теренка, було винесено рішення: 1. Просити правління гміни Колки допомоги у побудові 4-х класної школи в питаннях придбання та доставки будівельних матеріалів, оплати праці будівельників в сумі 50 % вартості всіх робіт. Збори проголосували одноголосно. (Протокол № 6 зборів громади села Старосілля від 19.09.1925 року)
В цьому ж 1925 році, на утримання однокласної школи в селі було виділено наступні кошти:
1. На ремонт дрібний — 25 злотих
2. На оплату праці обслуги та утримання порядку — 120 злотих
3. На умеблювання — 50 злотих
4. На опалення — 60 злотих
5. На «помочь» наукову (імовірно, придбання підручників, зошитів, журналів, ручок, пер, чорнила тощо) — 50 злотих
6. На бідних дітей (допомога в організації навчання)- 30 злотих
7. На непередбачені видатки — 10 злотих
8. На оплату праці вчителя — 150 злотих на кожну дитину.

26 вересня 1925 року на засіданні ради Колківської гміни було прийнято рішення про виділення на побудову школи в селі Старосілля 1535 злотих. (Протокол № 3 засідання ради Колкіської гміни від 26.09.1925 року)
На замовлення Колківської гміни в цьому ж році було вироблено план побудови та розміщення (майбутнього) приміщення школи в селі, за яким школа мала бути побудована на місці сучасного сільського Будинку культури, навпроти існуючого на той час дерев'яного моста через річку Рудку, який з'єднував село Старосілля та Колки.
На жаль, нової школи не було збудовано. Натомість, правління Колківської гміни найняло в селі Старосілля дві хати для навчання сільських дітей.
По шкільному звіту за 1927—1928 навчальний рік вони мали назви:
- Школа Старосілля — Мочулище (так називається урочище в селі) — площею 36,5 м² — 40 місць в лавках (можна було посадити 50 дітей). Навчалися — в І зміну — 2 клас — 32 учні, в ІІ зміну — 1 клас — 50 дітей.
- Школа Старосілля — Забаллє (також урочище) — площею 29 кв.м. — місць в лавках 30 (можна було посадити 35 дітей). Навчалися — 3,4 та 5 класи — загальною кількістю 36 учнів.

Всього, на цей навчальний рік, в селі нараховувалось 248 дітей, які мали навчатись (шкільного віку), тобто 1913—1919 років народження, а навчались у найманих школах 118 учнів.
Згідно з описом міст, містечок та сіл Луцького повіту від 1938 року, в селі школа польською владою так і не була збудована. Правда на цей час Колківською гміною було виділено 2 гектари землі для побудови школи, але вирішити остаточно питання побудови школи завадило радянсько-польське протистояння 1939 року, прихід радянської влади на західні землі України та друга світова війна з гітлерівською Німеччиною.
В роки другої світової війни навчання дітей села Старосілля було організовано німецькою владою при Колківській школі (в старому дерев'яному приміщенні). Навчання було періодичним, необов'язковим. Контролю за відвідуванням школярами навчальних занять не було. Багато підлітків в школу не ходили, бо бували випадки, коли прямо із занять дітей, які виділялись ростом та силою, забирали і відправляли в Німеччину на роботу.
Відновлено систематичне навчання дітей в селі було після закінчення війни 1941—1945 років. В 1945 році в селі створюється чотирикласна початкова школа. Завідувачем школи була призначена Рогова Віра Панасівна (мала ІІ вчительський розряд по кваліфікації). В 1946 році вона вела навчання в двох класах: в 1 та 3, де навчалось 18 (1 клас) та 27 (3 клас) учнів.
Крім неї навчання дітей в 1946 році проводила ще одна вчителька Пекан Марія Яківна, яка викладала також в двох класах: в 2 (63 учні) та 4 (22 учні). Всього на початок 1946—1947 навчального року в школі навчалося 130 дітей.
Заробітна плата становила: завідувача школи — 475 крб., вчителя — 325 крб. на місяць.
Крім двох вчителів, школу обслуговували дві людини технічного персоналу: сторож та прибиральниця, які отримували заробітну плату в розмірі 110 крб. на місяць.
На комунальні послуги вчителям виділялося по 20 крб.
Приміщення школи як і до війни, орендувалося в людей — жителів села. Винаймалося два жилих приміщення, в яких було створено дві класні кімнати. Загальна площа шкільних приміщень становила (в 1946 році) 60 м². За оренду приміщення була встановлена плата 100 крб. на місяць.
В цілому в кошторис школи на 1946 рік було закладено такі суми:
1. На поточний ремонт — 10 крб. на 1 м². = 600 крб.
2. На опалення — 1,5 м³. дров на одну грубку на місяць. Було 3 грубки. Вартість дров становила 20 крб. за 1 м³.
3. На привезення палива — 15 крб. за привезення 1 м³. дров. Всього було завезено 27 м³.
4. На колення дров — 5 крб. за 1 м³.
5. На освітлення — 0,25 кг гасу на 1 лампу на добу. Було дві лампи. Ціна гасу становила 2 крб. 40 коп. за кг. На придбання скла до ламп та самих ламп — 50 крб.
6. На придбання канцтоварів — по 100 крб. на одного службовця на рік — 100 х 2 = 200 крб.
7. На поштово-телеграфні витрати — 30 крб. на одного службовця на рік — 30 х 2 = 60 крб.
8. На придбання преси — 5 газет на суму 218 крб. 20 коп.
9. На відрядження — 2 рази на рік по 30 крб. на одного службовця.
10. На придбання приладдя, крейди тощо — по 30 крб. на клас: 30 х 4 = 120 крб.
11. На придбання книг для бібліотеки — по 20 крб. на клас: 20 х 4 = 80 крб.
12. На придбання карт — 70 крб.
13. На біжучий ремонт приміщення школи — 500 крб.
14. На екскурсії учнів у кращі школи — по 2 крб. на учня — 260 крб.

В цілому районний фінансовий відділ виділив для Старосільської початкової школи на 1946—1947 навчальний рік 17 551 крб.
На початок 1947—1948 навчального року в Старосільській початковій школі навчалося 157 учнів. Було створено один перший клас (50 учнів), один другий клас (18 учнів), два треті класи (62 учні) та один четвертий клас (27 учнів). У першу зміну навчалося три класи, а в другу — два. Після закінчення четвертого класу діти із с. Старосілля ішли навчатись в п'ятий клас Колківської семирічної школи.
З 1949 року Старосільська школа стала семирічною. Для навчання дітей в селі було орендовано 4 будинки загальною площею 230 кв. метрів, в яких було створено 5 класних кімнат загальною площею 218 кв. метрів. Навчання проводилось у дві зміни.
З 1950 року при школі діяв 4 клас для вечірнього навчання дорослої сільської молоді.
На початок 1952—1953 навчального року в семи класах Старосільської семирічної школи навчалося 229 учнів(126 хлопчиків та 103 дівчинки). Були створені паралельні класи для учнів 3 класу (48 учнів), 4 класу (50 учнів) та 5 класу (49 учнів). З п'ятого класу була запроваджена іноземна мова — німецька.
Працювало всього вчителів — 13 чоловік. В тому числі 6 вчителів початкових класів та 7 вчителів, які викладали навчальні предмети в 5-7 класах. З цього навчального року в школі було введено посаду піонервожатої.
Виходячи з такої кількості дітей, в 1959 році було прийнято рішення про побудову в селі типової школи. Для організації будівництва школи було призначено нового директора школи Лябах Катерину Пантелеймонівну, яка до цього працювала на посаді інспектора райво.
В 1962 році нове приміщення Старосільської восьмирічної школи гостинно відкрило свої двері школярам.
В 1974 році при школі було побудовано спеціальне приміщення шкільної їдальні на 25 посадкових місць, робота якої була підпорядкована Колківському комбінату громадського харчування.
В 1987 році з дров'яного складу при школі руками учнів та вчителів було створено шкільну навчальну майстерню, оснащену всім необхідним обладнанням та інструментами.
В 1993 році в школі було введено в дію центральне опалення, яке прийшло на зміну грубкам.
У зв'язку з тим, що з 1986 року було розпочато навчання дітей з шести років, навчання в середній школі стає одинадцятирічним, а Старосільська восьмирічна школа перейменовується на неповну середню школу з терміном навчання 9 років, згодом — на загальноосвітню школу І-ІІ ступенів.
З 2000 року школа переходить на дванадцятирічний термін навчання.
У 2008 році було проведено добудову школи (І черга), що дало змогу забезпечити однозмінне навчання в школі, всі навчальні класи облаштовані новими шкільними меблями. В цьому ж році за кошти і сприяння випускника школи Оксенюка Юрія Івановича побудовано сучасну спортивну залу.
В 2011 році в школі було зведену перехідну галерею з сучасними санітарними кімнатами та душевими.
30 серпня 2016 року школа стала філією опорного закладу НВК «Колківська ЗОШ I-III ступенів — ліцей».
З 01 вересня 2018 року в дев'яти класах загальноосвітньої школи І-ІІ ступенів с. Старосілля — філії ОЗНВК навчається 164 учні, працює над навчанням та вихованням школярів 22 вчитель. Серед них — вчитель-методист (Бричка Анатолій Микитович, завідувач філії, вчитель історії); шість «Старших вчителів» (Жердецька Тамара Пилипівна — вчитель математики, Старко Віра Романівна — вчитель початкових класів, Мартинюк Світлана Іванівна, вчитель початкових класів, Демчук Микола Семенович, вчитель трудового навчання, Лугова Зоя Василівна, вчитель географії, Підопригора Марія Леонтівна, вчитель біології), один відмінник освіти України (Бричка Анатолій Микитович, вчитель історії та правознавства). Новизною методики, особистісно-зорієнтованим підходом до навчання та виховання відзначаються сьогоднішні вчителі школи: Гапончук Наталія Іванівна, вчитель зарубіжної літератури, Семйонова Людмила Володимирівна, вчитель української мови, Мартинюк Світлана Іванівна, Тунік Тетяна Анатоліївна, Літвінчук Людмила Петрівна, Нахамець Лариса Зіновіївна — вчителі початкових класів, Колоненко Людмила Віталіївна, вчителька англійської і німецької мов та інші.
За роки діяльності школа виробила цілу систему навчально-виховної роботи, шкільних традицій та свят, які з року в рік зігрівають серце і душу вчителів, батьків, учнів. Школа в рейтингу загальноосвітніх шкіл постійно займає призові місця. Десятки учнів школи — призери та переможці районних, обласних предметних олімпіад, конкурсів, фестивалів.
З метою створення найсприятливіших умов для навчання і виховання школярів та зміцнення матеріально-технічної бази школи, в планах вчительського та батьківського колективів добудова школи (ІІ черга), де планується добудувати актову залу та нову шкільну бібліотеку.

## Постаті
- Лавренчук Юрій Васильович (1985—2014) — солдат Збройних сил України, учасник російсько-української війни.